# فيكتور ماثيوز
فيكتور ماثيوز (بالإنجليزية: Victor Matthews)‏ هو رسام أمريكي، ولد في 1963 في نيويورك في الولايات المتحدة.

## وصلات خارجية
- الموقع الرسمي